# Alwyn Gentry

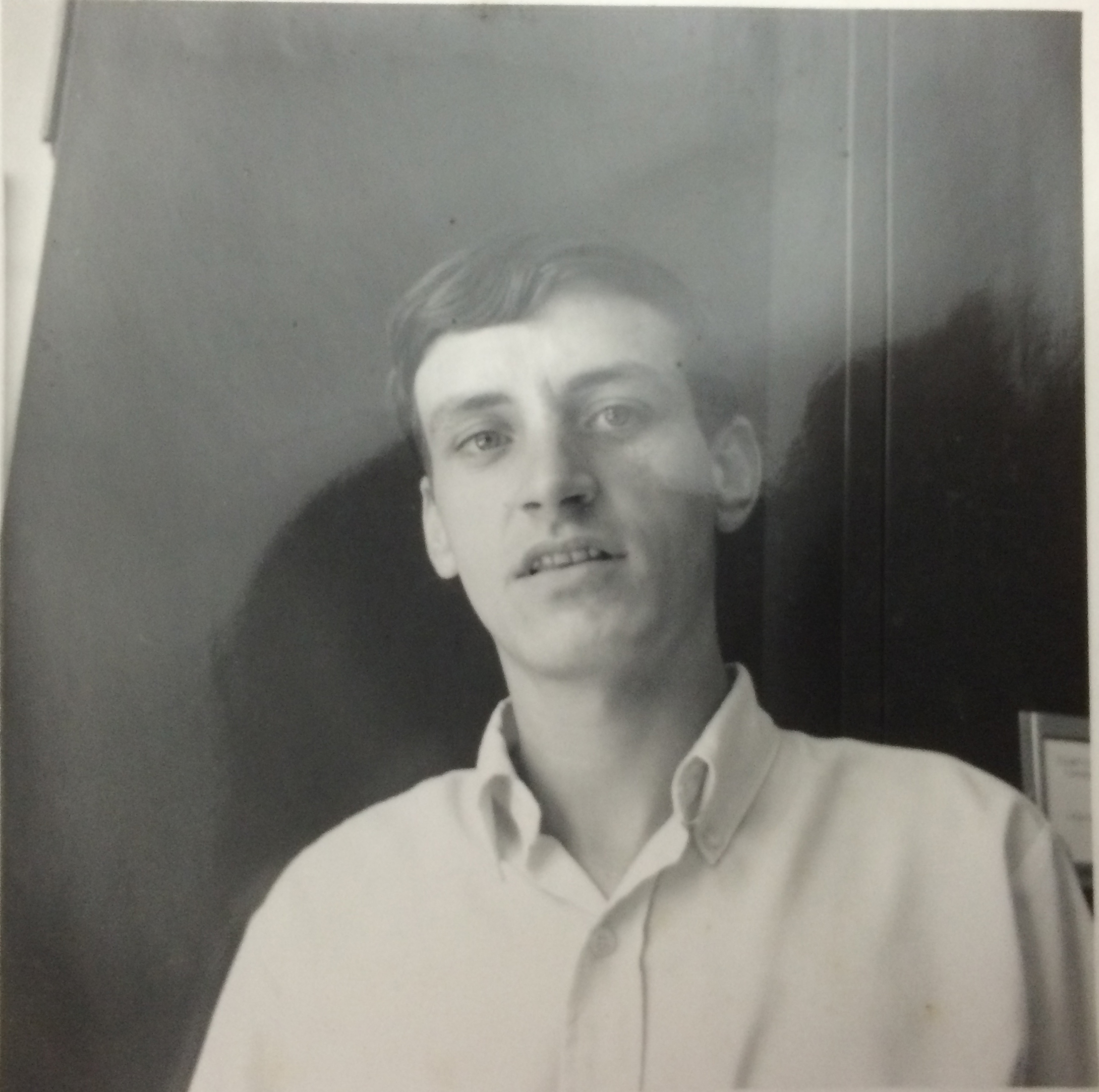
Alwyn Gentry

Alwyn Howard Gentry (* 6. Januar 1945 in Clay Center, USA; † 3. August 1993 bei Guayaquil, Ecuador) war ein amerikanischer Botaniker. Sein besonderes Interessengebiet war die Systematik der Trompetenbaumgewächse, zu der er durch seine Arbeiten einen großen Beitrag leistete. Sein offizielles botanisches Autorenkürzel lautet „A.H.Gentry“. Seine peruanische Frau Rosa Ortiz (* 1961) ist ebenfalls Botanikerin.

## Leben
Alwyn Gentry wurde am 6. Januar 1945 in Clay Center, Kansas geboren. Von der High School der Gemeinde erhielt er 1963 seinen Abschluss, wonach er sein Studium an der Kansas State University begann. Von dort erhielt er 1967 zwei Abschlüsse: Einen Bachelor of Arts der Physik sowie einen Bachelor of Science in Botanik und Zoologie.
Während des Sommers 1967 befand er sich auf seiner ersten Forschungsreise nach Costa Rica, wo er erstmals Forschungen zur Familie der Trompetenbaumgewächse (Bignoniaceae) unternahm. Seine Master-Arbeit zur Gattung Tabebuia schloss er im Herbst 1968 ab und erhielt im Januar 1969 den Titel Master of Science. Im Anschluss daran begann ein weiterer Forschungsaufenthalt in Costa Rica, Panama und Mexiko.
Die Arbeiten an seiner Doktorarbeit begannen im Herbst 1969 an der Washington University in St. Louis. Diese Arbeit mit dem Titel „An Eco-Evolutionary Study of the Bignoniaceae of Southern Central America“ schloss er im Dezember 1972 ab. Bereits ab Oktober 1972 war Gentry als Assistent des Kurators des Missouri Botanical Garden angestellt. Dort verbrachte er den Rest seiner Karriere und startete von dort auf eine Vielzahl von Expeditionen nach Südamerika, Südafrika und Madagaskar.
Die Ergebnisse seiner taxonomischen Untersuchungen der Trompetenbaumgewächse Südamerikas sollten in einer dreiteiligen Reihe der „Flora Neotropica“ erscheinen. Der erste Band dieser Reihe erschien 1980, der zweite 1992, ein dritter wurde nicht vollendet. Zudem bearbeitete er eine Vielzahl von Familien für die „Flora of Panama“ und verfasste die Bearbeitungen der Trompetenbaumgewächse für mehrere Florenwerke.
Am 3. August 1993 starb Gentry bei einem Flugzeugabsturz während einer Expedition durch Ecuador. Neben Gentry starben der Pilot, der Ornithologe Theodore Albert Parker III und der Präsident der lokalen Gruppe der Fundación Natura Eduardo Aspiazu.

## Dedikationsnamen
Die Pflanzen Anthurium gentryi Croat. und Syngonium gentryanum Croat. sind nach ihm benannt worden.